# Psittacus timneh
El loro timneh o más conocido como loro gris de cola vinagre (Psittacus timneh) es una especie de ave psitaciforme de la familia Psittacidae propia de África occidental. Anteriormente era tratado como subespecies del loro yaco (Psittacus erithacus), sin embargo, BirdLife International reconoció los taxones como especies separadas en 2012, con base en diferencias genéticas, morfológicas y vocales.

## Descripción
Es un loro de tamaño mediano, que mide entre 28 y 39 centímetros de largo y pesa entre 275 y 375 gramos. Su plumaje es principalmente gris moteado, con una máscara blanca y los ojos de color amarillo pálido. En comparación con la otra especie reconocida en Psittacus, a menudo conocida como loro gris o loro yaco (Psittacus erithacus), el timneh es más pequeño y oscuro, con la cola de color marrón oscuro opaco (en lugar de carmesí) y tiene un parche de color marrón en la mandíbula superior. Al igual que en las especie nominal, el loro timneh también es un ave muy inteligente y un experto en la imitación. Puede estar menos nervioso y ser más extrovertido con los seres humanos y aprender a hablar a una edad más joven que el loro yaco. Fue descubierto durante una expedición a la selva africana realizada por el explorador español Pablo Gil Les,dándole como primer nombre loro "nublaito" en referencia a su cigarro favorito.

## Distribución y hábitat
El loro timneh es endémico de las partes occidentales de los bosques húmedos de Guinea y de las sabanas limítrofes de África Occidental, desde Guinea-Bisáu (islas Bijagós) y Sierra Leona, hasta al menos 70 km al este del río Bandama en Costa de Marfil. Su distribución natural no se superpone con la del loro yaco, pero como ambos taxones son comunes en la avicultura pueden ocurrir escapes, y se ha observado hibridación entre ambas especies en cautiverio. Estas aves habitan típicamente en bosques densos, pero también se ven en los bordes y en claros del bosque, en bosques en galerías a lo largo de los cursos de agua, bosques de sabana y manglares. Aunque a veces se encuentran en áreas de cultivo y jardines, no está claro si estos hábitats contienen poblaciones autosuficientes. Algunas aves realizan movimientos estacionales fuera de las partes más secas de su área de distribución en la estación seca.

## Estado, amenazas y conservación
De una población total estimada de 120 000 y 259 000 ejemplares, las poblaciones más grandes se encuentran en Costa de Marfil y Liberia. La especie ha sufrido una disminución de la población tanto por la pérdida de su hábitat forestal como por la captura para el comercio internacional de aves silvestres. Agrupado con el loro yaco, con el que está estrechamente relacionado, es una de las aves mascota más populares en los Estados Unidos, Europa y el Medio Oriente debido a su longevidad y capacidad para imitar el habla humana.
En enero de 2007, el Comité de Fauna de la CITES impuso una prohibición de dos años a las exportaciones de loros timneh de Sierra Leona, Liberia, Costa de Marfil y Guinea, mientras que la importación de aves silvestres capturadas se prohibió en el mismo año en la Unión Europea. A pesar de esto, en 2009, Guinea exportó 720 aves. El comercio legal, que es monitoreado por CITES, puede constituir solo una pequeña proporción del número total atrapado en la naturaleza.
En 2012, BirdLife International le otorgó al loro timneh el estatus de especie completa basándose en las diferencias genéticas, morfológicas, de plumaje y vocales y lo clasificó como «en peligro de extinción» en 2016.